# Rachel Ashley
Rachel Ashley (* 4. Juli 1964 in den USA) ist eine US-amerikanische ehemalige Pornodarstellerin. Pseudonyme, unter denen sie gearbeitet hat, sind Rachel Orion, Ashley Summer, Ashley Summers und Rhonda Vanderbildt.
Rachel Ashley debütierte 1983 im Alter von 19 Jahren im Pornogeschäft mit dem Film Fleshdance. Im September 1983 war sie auf dem Titelcover der Adult Cinema Review abgebildet und schaffte es gut zwei Jahre später im Dezember 1985 auf die Titelseite von Expose XXX Video. 1983 sang sie als Rhonda Vanderbildt die Single Golden Girls für den gleichnamigen Film. Im Jahr 1984 erhielt Ashley mit dem AVN Award, dem XRCO Award und dem AFAA Award gleich mehrere Auszeichnungen. Als Rachel Ashley sich 1989 aus dem Pornobusiness zurückzog, hatte sie in mehr als 75 Pornoproduktionen mitgewirkt.

## Auszeichnungen
- 1984: AVN Award – Best New Starlet
- 1984: XRCO Award – Actress (Single Performance) für Every Woman Has A Fantasy
- 1984: AFAA Award – Beste Darstellerin (Best Actress) für Every Woman Has A Fantasy

## Filmografie
- 1983: Fleshdance
- 1983: Alexandra
- 1983: Golden Girls
- 1984: Every Woman Has a Fantasy
- 1984: Breaking It
- 1985: Corporate Assets
- 1985: The Sperminator
- 1986: I Wanna Be a Bad Girl
- 1987: Transverse Tail
- 1987: Slumber Party Reunion
- 1987: Deep Inside Rachel Ashley
- 1988: Shaved Sinners
- 1988: No Man’s Land 2
- 1989: Slick Honey